# Битва при Белом Тунисе (310 до н. э.)
Битва при Белом Тунисе — сражение между войсками сиракузян под командованием тирана Агафокла и карфагенянами под предводительством Бомилькара и Ганнона, произошедшее в 310 году до н. э. За год до описываемого события войско карфагенян высадилось на Сицилии, победило армию Агафокла в битве при Гимере, заняло практически весь остров и осадило с суши и с моря Сиракузы. Агафокл с 14 тысячами солдат смог без боя на шестидесяти триремах выйти из осаждаемого города, а затем доплыть до африканского побережья. Греческий военачальник, не имея сил противостоять войскам противника в Сицилии, решил, что живущие в роскоши и не знавшие войн жители Карфагена будут легко разбиты его войском. Также он надеялся на переход на сторону греков союзников Карфагена, которые были недовольны различными поборами и гегемонией соседа.
Битва при Белом Тунисе стала первой во время африканской экспедиции Агафокла. Армия, собранная в спешке не ожидавшими нападения карфагенянами, имела численное преимущество. Расчёт Агафокла оправдался. Закалённые во многих битвах греки смогли дать отпор превосходящему их количеством войску врага. Во время битвы погиб один из карфагенских военачальников. Это вызвало сначала неразбериху, а затем и панику среди карфагенян.
Агафокл демонстративно разграбил поля и усадьбы в непосредственной близости от стен Карфагена. У него не было ни достаточных сухопутных сил, ни флота, чтобы начать осаду. Потому он перешёл к захвату и разграблению других городов. Победа имела существенное моральное значение. Спустя короткое время на сторону сиракузского тирана перешли ряд бывших союзников Карфагена. Победа при Белом Тунисе резко изменила соотношение сил между Сиракузами и Карфагеном. Если до битвы под властью Агафокла находились одни Сиракузы, и те были в осаде, то после он стал угрожать непосредственно самому Карфагену.

## Предыстория
В 311 году до н. э. Карфаген, который опасался усиления Сиракуз и объединения под властью Агафокла всей Сицилии, вступил с ними в войну. В том же году войско карфагенян и союзных им сицилийских полисов под командованием Гамилькара победило сиракузян в битве при Гимере. Агафокл с остатками своей армии вернулся в Сиракузы. Он находился в крайне тяжёлом положении. Карфагеняне захватили практически всю Сицилию, союзники Сиракуз перешли на сторону Гамилькара. Город был блокирован с суши и с моря. У сиракузян было недостаточно сил, чтобы попытаться принять бой под стенами родного города. Тогда Агафокл решился на весьма смелый шаг. Он снарядил шестьдесят кораблей, сумел без боя уйти от блокировавшего город карфагенского флота и уплыл в сторону Карфагена.
Расчёт сиракузского тирана состоял в том, что основные силы карфагенской армии находились в Сицилии, а не знавшие в течение нескольких веков войн на своей территории жители африканских владений Карфагена будут легко побеждены его закалённой в боях армией. Через шесть дней флот Агафокла достиг мыса Бон. Сиракузский военачальник после высадки сжёг свои корабли. Этим он достигал двух целей. Во-первых, защита кораблей требовала солдат, а Агафокл в связи с незначительностью войска не мог позволить себе разделять силы. Во-вторых, он понимал, что гибель кораблей лишала солдат какой-либо надежды на возвращение домой в случае поражения.
Греки разграбили прилегающую сельскую местность, напали на Мегалополь и взяли его штурмом. Жители города не ожидали появления вражеского войска, да и не имели военного опыта, чтобы оказать ему должное сопротивление. Затем армия сиракузян покорила и разграбила Белый Тунис, после чего разбила под его стенами лагерь. В самом Карфагене сначала не поняли, что произошло. Жители города решили, что их армия в Сицилии полностью уничтожена. Они даже не могли предположить, что Агафокл прибыл к стенам Карфагена из осаждаемых Гамилькаром Сиракуз. Началась паника. Вскоре прибыли вестники от Гамилькара и прояснили ситуацию. Совет ста четырёх сделал выговор начальникам флотов за то, что те допустили врага под стены столицы, и начал готовиться к битве.

## Битва

### Место битвы
Относительно места произошедшей битвы существует несколько предположений. Согласно одному из них, Мегалополь, который захватил Агафокл, соответствует современному Солиману, а Белый Тунис — Тунису. Ряд историков отмечают несоответствие между расстоянием в 2 тысячи стадиев (~350 км) между Карфагеном и Белым Тунисом, указанным у Диодора Сицилийского, и расстоянием между Карфагеном и Тунисом (~20 км). Они указывают, что раз Диодор называет населённый пункт др.-греч. Λευκόν Τύνητα, а не др.-греч. Τύνητα, то он имеет в виду отличный от Туниса (античное название Тунет или Тунета) населённый пункт. Идентифицировать его локацию и соответствие современному населённому пункту не представляется возможным. По альтернативным подсчётам, Белый Тунис должен находиться значительно восточнее современного Туниса, в области современного Триполи.

### Силы сторон
Диодор Сицилийский приводит следующие сведения о численности армии Агафокла. Всего в его армии было 5500 тяжеловооружённых пеших воинов, 3500 воинов из числа сиракузского ополчения, 3000 негреческих наёмников из кельтов, этрусков и самнитов, личная охрана, число которой не указано, по 500 лучников и пращников, а также люди из корабельной команды, которым выдали оружие, хоть они и не были приспособлены к военной службе. По современным оценкам, с учётом, что каждая трирема вмещала не более 240 человек, численность армии Агафокла не превышала 14 400 солдат.
Карфагенский сенат направил против Агафокла двух военачальников — Бомилькара и Ганнона. Власть города боялась не только вражеской армии под своими стенами, но и повторения предыдущих попыток военачальников захватить верховную власть. В связи с этим во главе армии поставили двух враждебных друг другу командиров. Они решили не дожидаться подкреплений, а вступить в бой с Агафоклом с имеющимися в городе силами. Согласно Диодору, карфагенская армия состояла из 40 тысяч пехоты, 1000 кавалерии и 2000 колесниц. Юстин пишет о 30 тысячах местных жителей. Современные антиковеды не считают приведенные в античных источниках данные о численности армии карфагенян преувеличенными. Один из крупнейших античных городов мог обеспечить войско с таким количеством солдат.

### Ход событий
Агафокл передал руководство правым крылом сыну Архагату. Сам военачальник с телохранителями занял позицию перед левым крылом. Поле боя было выбрано таким образом, что карфагеняне не могли воспользоваться своим численным преимуществом. Их войска располагались между холмами довольно скученно; на поле шириной в 1,5 км карфагеняне не могли растянуть фланги, чтобы обойти греков. Первыми в бой вступили карфагенские всадники и колесницы. Во время атаки часть наступающей конницы погибла от стрел и снарядов лучников и пращников, располагавшимися между флангами в центре. Некоторым колесницам удалось пройти через строй греков, но в целом армия Агафокла выдержала натиск. Более того, ей удалось заставить повернуть некоторые трудноуправляемые колесницы в направлении вражеского войска. Затем карфагеняне пошли в наступление. Основной бой развернулся между левым крылом греков, где находился Агафокл, и тысячей-тремя воинов из элитного Священного отряда под руководством Ганнона. Диодор подчёркивает личную храбрость карфагенского военачальника, который собственноручно убил многих греков. Во время боя Ганнон погиб.
Гибель одного из военачальников оказала удручающее действие на карфагенян. Диодор Сицилийский указывал на коварные планы у второго военачальника карфагенским войском. Бомилькар предположительно ожидал, что в случае победы над Агафоклом карфагенский сенат заберёт у него командование войсками. Если же греки победят, то под влиянием опасности граждане передадут ему в руки неограниченную власть. Как бы то ни было, он решил отвести свои силы на возвышенность. Продолжавшие сражение солдаты правого фланга восприняли отход Бомилькара как бегство и начали отступление. Возникла неразбериха, которая сменилась паникой. Карфагеняне побежали на запад. Агафокл какое-то время преследовал проигравших, а затем вернулся и разграбил лагерь врага. Среди прочего он обнаружил множество ручных кандалов, предназначенных для взятых в плен греков.
Античные источники по-разному оценивают потери сторон. Диодор говорит о двухстах погибших греках и тысяче карфагенян, хотя и подчёркивает, что в других источниках содержатся иные оценки, вплоть до шести тысяч воинов Карфагена. Юстин оценивает потери сиракузян в две, а их противника — в три тысячи. Павел Орозий писал о двух тысячах павших карфагенян и всего двух солдатах из армии Агафокла.

## Последствия
Результаты битвы оказали обескураживающее воздействие на граждан Карфагена и воодушевили сицилийцев. Агафокл сначала демонстративно разграбил поля и усадьбы в непосредственной близости к Карфагену, а затем перешёл к захвату других африканских городов. Он не имел достаточных сил, чтобы рассчитывать на успешный штурм и взятие Карфагена. Отсутствие флота влекло за собой невозможность полноценной осады находящегося на побережье города. Победа имела значительный моральный эффект. Победа Агафокла произвела впечатление на соседей Карфагена. Спустя короткое время на сторону сиракузского тирана перешли ряд бывших союзников финикийского государства.
Карфагеняне посчитали поражение результатом гнева богов. Ими были сделаны крупные пожертвования в храмы Тира, переселенцы из которого некогда основали город. Согласно Диодору, в Карфагене среди прочего принесли в жертву 200 детей и 300 взрослых. К Гамилькару, который осаждал Сиракузы, отправили гонцов с требованием дать подкрепления. Он отправил на помощь родному городу 5000 солдат, что уменьшило силу его армии. Вскоре осаждаемые сиракузяне смогли победить и даже захватить Гамилькара в плен. Победа при Белом Тунисе резко изменила соотношение сил между Сиракузами и Карфагеном. Если до битвы под властью Агафокла находились одни Сиракузы, и те были в осаде, то после он смог угрожать непосредственно самому Карфагену.
Война между Сиракузами и Карфагеном затянулась до 306 года до н. э. По её результатам Карфаген сохранил свои владения на Сицилии, а Агафокл получил 150 талантов серебра и двести тысяч медимнов зерна.